# Taoufik Makhloufi
Taoufik Makhloufi (în arabă توفيق مخلوفي‎‎; n. 29 aprilie 1988, Souk Ahras, Algeria) este un atlet algerian specializat pe cursă de semifond. A fost laureat cu medalia de aur în proba de 1.500 m la Jocurile Olimpice de vară din 2012 și cu două medalii de argint în probele de 800 m și de 1.500 m la Jocurile Olimpice de vară din 2016. Este cel mai medaliat sportiv algerian.

## Carieră
S-a născut în Souk Ahras, în nord-estul Algeriei. S-a apucat de alergare din copilărie în clubul Protecției civile. Primele rezultate naționale le-a obținut în categoria de cadeți, apoi de juniori. Și-a făcut debutul internațional la Campionatul Mondial de Cros din 2007. Începând cu 2009 a concurat în categoria de seniori, calificându-se la Campionatul Mondial de la Berlin în același an. În 2011 a cucerit medalia de bronz în proba de 800 m la Jocurile Panafricane, apoi medalia de aur în proba de 1.500 m, devansând favoriții kenyeni. 
La Jocurile Olimpice din 2012 a concurat în probele de 800 m și de 1.500 m. După ce s-a calificat în finala la 1.500 m, federația algeriană a uitat sa-l retrăgea de proba de 800 m, chiar dacă el vrea să se concentreze pe proba de 1.500 m. El s-a aliniat la start în calificările, dar a abandonat cursa după doar 150 m. IAAF l-a descalificat din motivul că nu a depus toate eforturile necesare pentru a câștiga. Totuși, federația algeriană a prezentat un certificat medical în care se precizează că el suferă de probleme la genunchi și excluderea a fost anulată. În ziua următoare Makhloufi a câștigat ușor proba de 1.500 m.
La Jocurile Olimpice din 2016 a obținut argintul la 800 m și la 1.500 m, fiind bătut de kenyanul David Rudisha și respectiv de americanul Matthew Centrowitz Jr. Astfel a devenit cel mai medaliat sportiv algerian. Cele două medalii pe care le-a câștigat au fost singurele cucerite de delegația algeriană la aceasta ediție olimpică. Chiar după cursa de 1.500 m a criticat dur Comitetul Olimpic Algerian, spunând că acesta „a trădat încrederea a poporului algerian”.
La Campionatul Mondial din 2019 de la Doha a obținut medalia de argint la proba de 1500 m.

## Realizări
| An   | Competiție                                      | Locație                  | Loc | Eveniment | Note    |
| ---- | ----------------------------------------------- | ------------------------ | --- | --------- | ------- |
| 2007 | Campionatul Mondial de Cros de Juniori (sub 20) | Mombasa, Kenya           | 82  | 8 km      | 28:18   |
| 2009 | Campionatul Mondial                             | Berlin, Germania         | 17  | 1500 m    | 3:37,87 |
| 2011 | Campionatul Mondial                             | Daegu, Coreea de Sud     | 24  | 1500 m    | 3:50,86 |
| 2012 | Jocurile Olimpice                               | Londra, Marea Britanie   | –   | 800 m     | NT      |
| 2012 | Jocurile Olimpice                               | Londra, Marea Britanie   | 1   | 1500 m    | 3:34,08 |
| 2015 | Campionatul Mondial                             | Beijing, China           | 4   | 1500 m    | 3:34,76 |
| 2016 | Jocurile Olimpice                               | Rio de Janeiro, Brazilia | 2   | 800 m     | 1:42,61 |
| 2016 | Jocurile Olimpice                               | Rio de Janeiro, Brazilia | 2   | 1500 m    | 3:50,11 |
| 2019 | Campionatul Mondial                             | Doha, Qatar              | 2   | 1500 m    | 3:31,38 |

## Recorduri personale
| Probă  | Performanță | Dată           | Locație        |
| ------ | ----------- | -------------- | -------------- |
| 800 m  | 1:42,61     | 15 august 2016 | Rio de Janeiro |
| 1500 m | 3:28,75     | 17 iulie 2015  | Monaco         |

## Legături externe
Materiale media legate de Taoufik Makhloufi la Wikimedia Commons
- en Taoufik Makhloufi la World Athletics
- en Taoufik Makhloufi la Olympedia.org
- en  Profil la Comitetul Olimpic Internațional
- en  Taoufik Makhloufi la athleticspodium.com